# Amara familiaris
Espèce
Amara familiaris est une espèce d'insectes de l'ordre des coléoptères, de la famille des carabidés et du genre Amara.

## Description
Le bord antérieur du pronotum est nettement échancré et les angles antérieurs saillants. Le deuxième article des tarses antérieurs du mâle est aussi large que le premier. Il est brun foncé mais peut parfois être verdâdre ou bleuâtre.

## Répartition et habitat

### Répartition
Amara familiaris est présent en France (dont Nord-Pas-de-Calais) et dans presque toute l'aire paléarctique.

### Habitat
On rencontre cette espèce dans les friches, les lisières des forêts, les prairies ou encore dans les jardins.

## Synonymie
Selon Catalogue of Life (20 août 2014) :
- Amara angulata Letzner, 1852
- Amara antennata Letzner, 1852
- Amara atrata Heer, 1837
- Amara brunnea Letzner, 1852
- Amara brunniventris Letzner, 1852
- Amara coerulescens Letzner, 1852
- Amara cursor Sturm, 1825
- Amara depressa Letzner, 1852
- Amara elegans Rylands, 1841
- Amara humilis Casey, 1918
- Amara laevis Letzner, 1852
- Amara lapidaria Kolenati, 1845
- Amara levis Sturm, 1825 (synonyme)
- Amara marginata Letzner, 1852
- Amara nigroaenea Letzner, 1852
- Amara parvula Letzner, 1852 (synonyme)
- Amara perplexa Dejean, 1828
- Amara punctulata Letzner, 1852
- Amara rufiventris Letzner, 1852
- Amara rufomarginata Letzner, 1852
- Amara scrobiculata Letzner, 1852
- Amara similis Letzner, 1852
- Amara subimpressa Letzner, 1852
- Amara tripunctata Letzner, 1852
- Amara ventralis Letzner, 1852
- Amara versicolor Letzner, 1852
- Amara viridis Letzner, 1852